# Cantón de Perthes
El cantón de Perthes era una división administrativa francesa, que estaba situada en el departamento de Sena y Marne y la región de Isla de Francia.

## Composición
El cantón estaba formado por catorce comunas:
- Arbonne-la-Forêt
- Barbizon
- Boissise-le-Roi
- Cély
- Chailly-en-Bière
- Dammarie-lès-Lys
- Fleury-en-Bière
- Perthes
- Pringy
- Saint-Fargeau-Ponthierry
- Saint-Germain-sur-École
- Saint-Martin-en-Bière
- Saint-Sauveur-sur-École
- Villiers-en-Bière

## Supresión del cantón de Perthes
En aplicación del Decreto n.º 2014-186 de 18 de febrero de 2014, el cantón de Perthes fue suprimido el 22 de marzo de 2015 y sus 14 comunas pasaron a formar parte; diez del nuevo cantón de Fontainebleau y cuatro del nuevo cantón de Saint-Fargeau-Ponthierry.